# 耶西爾柯伊
耶西爾柯伊是土耳其的城鎮，位於該國南部努爾山脈和地中海之間，由哈塔伊省負責管轄，距離安條克90公里，海拔高度50米，主要農產品有柑桔和蔬菜，2011年人口10,532。